# Edwin Hewitt
Edwin Hewitt (Everett (Washington), 20 de janeiro de 1920 — 21 de junho de 1999) foi um matemático estadunidense. Especializou-se em análise harmônica.
Filho de um advogado, estudou em escolas em Everett, Seattle, St. Louis (Missouri) e Ann Arbor. A partir de 1936 estudou matemática na Universidade Harvard, onde obteve o doutorado em 1942, orientado por Marshall Harvey Stone, com a tese On a Problem of Set Theoretic Topology. Após o serviço militar na Força Aérea dos Estados Unidos na Segunda Guerra Mundial foi bolsista Guggenheim 1945/1946 no Instituto de Estudos Avançados de Princeton. Depois foi professor assistente no Bryn Mawr College e na Universidade de Chicago, e em 1954 tornou-se professor da Universidade de Washington, onde permaneceu até aposentar-se, sendo neste período professor da Universidade Yale em 1959 e da Universidade do Texas em Austin em 1972/1973. Foi diversas vezes professor visitante, dentre outras na Universidade de Uppsala, na Austrália, no Instituto de Matemática Steklov, na Universidade de Erlangen-Nuremberg, em Singapura, no Alaska (Fairbanks), na Universidade de Hokkaido. Sendo poliglota, falando francês, sueco, russo, japonês e alemão, normalmante dava suas aulas na língua oficial da universidade que visitava.
Hewitt trabalhou com análise harmônica abstrata (generalização da análise de Fourier para grupo abeliano em espaço local compacto e grupo não-abeliano compacto). Sobre este assunto escreveu juntamente com Kenneth Ross a obra de referência em dois volumes Abstract Harmonic Analysis da série Grundlehren der mathematischen Wissenschaften da Springer Verlag.
Hewitt traduziu diversos livros russos em inglês, por exemplo Elements of Representation Theory de Alexandre Kirillov.

## Obras
- com Kenneth Ross: Abstract Harmonic Analysis, Grundlehren der mathematischen Wissenschaften, Springer Verlag, Vol. 1, 1963, 2ª Ed. 1979, Vol. 2 1970
- com Karl Stromberg: Real and abstract analysis: a modern treatment of the theory of functions of a real variable, Springer, 1965, 1975
- Theory of functions of a real variable, Nova Iorque, Rinehart and Winston, 1960